# Pou del Jutjat
El Pou del Jutjat és una obra barroca de Cervera (Segarra) protegida com a Bé Cultural d'Interès Local.

## Descripció
Pou de la cisterna de l'antic edifici de l'estudi vell on actualment hi ha els nous jutjats, tot i que per les seves característiques de cisterna setcentista podem afirmar que devia formar part de les obres que esdevingueren el col·legi major de la Santa Creu per a estudiants pobres. El pou és de base quadrada, de totxo massís vist amb una cantonada de pedra que enllaça amb un arc de mig punt (ara tapiat) que aguantava la passarel·la d'accés del pou. Aquest és de pedra, de planta octogonal acabat amb una cornisa de motllures també de pedra. La part de dalt és oberta i protegida per un element amb xarxa metàl·lica.